# کارخانه هاریشچاندرا
کارخانه هاریشچاندرا (به هندی: Harishchandrachi Factory) فیلمی محصول سال ۲۰۰۹ و به کارگردانی پارش ماکوشی است. در این فیلم بازیگرانی همچون ناندو ماداو، ویبهاواری دیشپانده ایفای نقش کرده‌اند.
این فیلم داستان ساخت نخستین فیلم هندی راجا هاریشچاندرا توسط داداصاحب پالکی می‌باشد.